# Honorato Koźmiński
Honorato Koźmiński también conocido como Honorato de Biala (16 de octubre de 1829 - 16 de diciembre de 1916), nacido como Florentyn Wacław Jan Stefan Koźmiński, [1] fue un sacerdote polaco y miembro profeso de la Orden de los Frailes Menores Capuchinos que llegó a establecer dieciséis congregaciones religiosas. [2] [3] Fue maestro antes de revitalizar las órdenes religiosas clandestinas que el Imperio Ruso había reprimido durante su ocupación de Polonia. Colaboró con varias personas en esta empresa y dio a conocer la Tercera Orden de San Francisco a la gente. [2] [3]
Su beatificación, por el papa Juan Pablo II, tuvo lugar el 16 de octubre de 1988 en la Plaza de San Pedro, Roma. [2]
Honorato Koźmiński nació el 16 de octubre de 1829 en Biała Podlaska, segundo hijo de Stefan Koźmiński y Aleksandra Kahl. Fue bautizado como Florentyn Wacław Jan Stefan Koźmiński.
Sufrió una crisis religiosa a los once años y no se reavivó dentro de él hasta el 15 de agosto de 1846 durante su posterior encarcelamiento [2]. Asistió a la escuela en Płock y desde 1844 estudió arquitectura en Varsovia en la Academia de Bellas Artes de Varsovia. Su padre murió en 1845. [3] El 23 de abril de 1846, las tropas rusas lo arrestaron y lo acusaron de ser miembro de una organización patriótica secreta. Fue mientras estaba encarcelado en la ciudadela de Varsovia cuando maduró su vocación religiosa. Contrajo tifus mientras estaba encarcelado, lo que obligó a salir de la cárcel el 27 de febrero de 1847 [2]. El 21 de diciembre de 1848 ingresó en la Orden de los Frailes Menores Capuchinos en su monasterio de Lubartów y comenzó su noviciado. Hizo su primera profesión de votos el 21 de diciembre de 1849 antes de seguir un curso filosófico en Lublin en 1849. Hizo su profesión solemne de votos el 18 de diciembre de 1850 y luego fue enviado en 1851 a Varsovia en un curso de teología hasta 1852. Koźmiński fue ordenado sacerdote por el arzobispo Antoni Fijalkowski en Varsovia el 27 de diciembre de 1852.
Su primer trabajo después de la ordenación fue como conferencista en Varsovia de 1853 a 1855 antes de ayudar a fundar las Hermanas Felicianas. Incluso en el clima hostil creado por los ocupantes rusos contra la Iglesia latina, Koźmiński llevó a cabo su apostolado en secreto. Fue trasladado a dos ciudades diferentes después de que los rusos decretaran la abolición de las órdenes religiosas en 1863. Fue mentor de numerosas comunidades religiosas clandestinas. Desde 1892 estuvo destinado en Nowe Miasto nad Pilicą, donde se convirtió en un confesor y director espiritual popular y solicitado. [2] Se convirtió en un firme defensor de la Tercera Orden de San Francisco. [3]
En 1905 sufrió problemas de salud que lo llevaron a retirarse temporalmente de su apostolado. Koźmiński murió el 16 de diciembre de 1916 después de una dolorosa enfermedad. Sus escritos recopilados incluyen 42 volúmenes de sermones y 21 volúmenes de cartas. [2] [3]

## Órdenes religiosas
Kozminski fundó o cofundó un total de dieciséis congregaciones religiosas diferentes. Esas órdenes son:
Instituto Secular de las Siervas del Sagrado Corazón de Jesús
Siervas del Sagrado Corazón de Jesús de Lituania
Hijas de la Dolorosa Madre de Dios (1881)
Hermanas Franciscanas del Sufrimiento (1882)
Hermanas Siervas de María Inmaculada (1883)
Hermanas Vestiarki de Jesús
Hermanas Siervas de Jesús (1884)
Hijas del Purísimo Corazón de María (1885)
Hermanas del Sagrado Nombre de Jesús (1887)
Hermanitas del Inmaculado Corazón de María (1888)
Reparatrix Hermanas de la Santa Faz (1888)
Hermanas auxiliares de la expiación de almas (1889)
Hijas de María Inmaculada (1891)
Hijos de Nuestra Señora de los Dolores
Hermanas Consoladoras del Sagrado Corazón de Jesús (1894)
Hermanas Siervas de la Madre del Buen Pastor (1895)
Más tarde se disolvieron otras órdenes que él mismo fundó o cofundó:
Siervos de los paralíticos
Adoradores de la súplica
Damas evangélicas
Amas de llaves de la Sagrada Familia
Hijas de la Madre de Dios
Sociedad Sacerdotal Mariana
Congregación de Santa Marta
Hermanas Valetudinarias

## Beatificación
La causa de beatificación del difunto fraile se llevó a cabo en la arquidiócesis de Varsovia desde el 7 de abril de 1949 hasta el 12 de enero de 1951, momento en el que la investigación se centró en sus escritos. Sus escritos recibieron la aprobación teológica el 5 de abril de 1974 antes de que llegara la introducción formal a su causa el 7 de febrero de 1983. La Congregación para las Causas de los Santos convalidó el proceso informativo el 1 de febrero de 1985 antes de recibir el dossier Positio de la postulación en 1986; que los teólogos de septiembre aprobaron. La Congregación para las Causas de los Santos aprobó la causa también el 3 de febrero de 1987. Un mes después, el 16 de marzo, fue nombrado Venerable después de que el Papa Juan Pablo II confirmara su virtud heroica.
El milagro que condujo a su beatificación fue investigado en Polonia en una investigación que se trasladó a Roma; la Congregación para las Causas de los Santos validó este proceso dos veces el 1 de febrero de 1985 y el 30 de abril de 1987 antes de que una junta médica aprobara la naturaleza milagrosa de la curación el 14 de octubre de 1987. Los teólogos también confirmaron este milagro el 4 de marzo de 1988, al igual que la Congregación para las Causas de los Santos dos meses después, el 17 de mayo. Juan Pablo II confirmó este milagro el 1 de septiembre y beatificó a Koźmínski el 16 de octubre en la plaza de San Pedro.
El actual postulador de esta causa es el fraile capuchino Carlo Calloni.